# Gemlik
Gemlik – miasto w Turcji w prowincji Bursa.
Jeden z ważniejszych portów morskich Turcji. Leży w Azji Mniejszej, nad zatoką południowego brzegu Morza Marmara, w odległości około 25 kilometrów od liczącego niemal 2 miliony mieszkańców miasta Bursa.
Miasto zostało założone w starożytności, jako Kios i tak było nazywane do 1923, kiedy około 80% mieszkańców narodowości greckiej opuściło Azję Mniejszą, w ramach przymusowej Wymiany ludności między Grecją i Turcją.
Według danych na rok 2011 miasto Gemlik zamieszkiwało 93 464 osób.